# Aoyama Tadao
Aoyama Tadao est un nom japonais traditionnel ; le nom de famille (ou le nom d'école), Aoyama, précède donc le prénom (ou le nom d'artiste).
Aoyama Tadao (青山 忠雄, 6 septembre 1651-6 septembre 1685) est un daimyō du début de l'époque d'Edo de l'histoire du Japon. Son titre de courtoisie est Izumi-no-kami.

## Biographie
Né à Komoro dans la province de Shinano, Aoyama Tadao est le deuxième fils d'Aoyama Munetoshi, daimyō du domaine de Hamamatsu dans la province de Tōtōmi. À la mort de son père en 1679, il devient 4e chef du clan Aoyama et daimyō du domaine de Hamamatsu.
Aoyama Tadao est marié à une fille de Sanada Nobumasa, daimyō du domaine de Matsushiro dans la province de Shinano. Il meurt en 1685 à l'âge relativement jeune de 35 ans sans héritier direct, et la succession passe à Aoyama Tadashige, le fils de son frère cadet. Sa tombe se trouve au Daitoku-ji à Kyoto.

## Source de la traduction
- (en) Cet article est partiellement ou en totalité issu de l’article de Wikipédia en anglais intitulé « Aoyama Tadao » (voir la liste des auteurs).